# Burgstall Kronsburg
Der Burgstall Kronsburg bezeichnet eine abgegangene mittelalterliche Höhenburg etwa 350 m südöstlich von Stöberlhof, einem Ortsteil der oberpfälzischen Gemeinde Püchersreuth im Landkreis Neustadt an der Waldnaab, bzw. 520 m östlich der Wallfahrtskirche St. Quirinus bei Botzersreuth. Die Anlage wird als Bodendenkmal unter der Aktennummer D-3-6239-0030 im Bayernatlas als „mittelalterlicher Burgstall ‚Kronsburg‘“ geführt.

## Beschreibung
Die in etwa dreieckige Anlage liegt auf dem Geißbühl, der sich 30 m oberhalb an der im Osten vorbeifließenden  Schlattein befindet. Die Spornburg ist im Nord- und Südosten und von einem Halsgraben mit einem vorgelagerten Wall umgeben; dieser liegt 6 m unterhalb des Burgplatzes. Der Burgplatz steht frei, ist aber von allen Seiten von Wald umgeben.